# حبارى نوبية
الحُبَارى النوبية نوعٌ من الحبارى المتوسطة القد موطنها إفريقية الشرقية أخصها النوبة والسودان. ثوبها رمادي اللون يعلوه توشيح وتمشيق وحباك معترض. موائلها الطبيعية هي السافانا الجافة والشجيرات الجافة شبه الاستوائية أو الاستوائية.